# Myrrhis alpina
Myrrhis alpina är en flockblommig växtart som beskrevs av Ernst Gottlieb von Steudel. Myrrhis alpina ingår i släktet spanskkörvlar, och familjen flockblommiga växter. Inga underarter finns listade i Catalogue of Life.